# Halle Open 2025
Halle Open 2025 — тенісний турнір, що проходив на трав'яних кортах у місті Галле, Німеччина з 16 до 22 червня. Належав до категорії ATP 500.

## Фінальна частина

### Одиночний розряд
Олександр Бублик —   Данило Медведєв 6–3, 7–6(7–4)

### Парний розряд
Кевін Кравіц /  Тім Пюц —  Сімоне Болеллі /  Андреа Вавассорі 6–3, 7–6(7–4)